# Giacomo Strizzi
(G. De Matteis)
Giacomo Strizzi (Alberona, 24 luglio 1888 – Torino, 3 luglio 1961) è stato un poeta italiano.

## Biografia
Fu avviato agli studi da un predicatore di passaggio da Alberona, ma non essendo portato per la vita religiosa, terminò i suoi studi nella scuola pubblica a Foggia. Successivamente si arruolò nella Guardia di finanza, come volontario e lavorando maturò anche poeticamente.
Le sue sillogi più importanti sono: 
- Cusarèdde pajesane, Lucera, Scepi, 1933.
- Scerpetèddhe (Cianciafruscole), Foggia, Leone, 1953.
- Vecchi e nuove scerpetèddhe, Foggia, Leone, 1957;
- Fronne e frusce, Foggia, Leone, 1958;
- L'Arche-verje, L'arcobaleno, 1958;
- Fattareddhe e quattrètte, 1959;
- 'U pagghiarèddhe, 1960.

La sua produzione letteraria si svolse dal 1945 al 1960; tuttavia espresse il meglio della sua creatività soprattutto durante la sua permanenza a Foggia, dove nel decennio che andò dal 1949 al 1959 frequentò un gruppo di amici artisti, intellettuali ed uomini di cultura, che si riunivano presso il caffè "La gloria". Fu proprio dalla partecipazione a questi incontri che trasse ispirazione per molte delle sue poesie.
Per l'asprezza del dialetto alberonese da lui usato per esprimere i suoi sentimenti poetici e soprattutto il forte legame con la sua terra natia  è stato giudicato da Alessandro Parronchi molto importante nella poesia dialettale della Daunia. Tale giudizio è stato confermato da numerosi altri critici della nostra storia letteraria del Novecento, basti ricordare Guido Della Valle, Eugenio Montale, Pier Paolo Pasolini., che ha detto: «...il suo è un temperamento lirico di alto valore: la sua produzione e forbitissima ed è piena di genialità ed inventiva».